# Ammersbek
Ammersbek ist eine Gemeinde am Rande Hamburgs im Kreis Stormarn in Schleswig-Holstein. Sie ist Teil der Metropolregion Hamburg.

## Geografie

### Geografische Lage
Das Gemeindegebiet von Ammersbek erstreckt sich am gleichnamigen Bachlauf nordöstlich vom  Hamburger Stadtteil Bergstedt. Naturräumlich liegt es im östlichen Bereich der Landschaft Hamburger Ring (Haupteinheit Nr. 695), eines der südholsteinischen Geestgebiete. Die weiteren Bachläufe Bredenbek, Hunnau, Bunsbach, Moorbek und Lottbek fließen ebenfalls im Gemeindegebiet. Die Bredenbek wird von dem Bredenbeker Teich gespeist und mündet auf Hamburger Gebiet in die Alster. Die in Ahrensburg entstehende Hunnau und der aus Bargteheide kommende Bunsbach vereinigen sich nördlich der Lübecker Landstraße, auf halbem Wege zwischen Hoisbüttel und Rehagen/Schäferdresch zu der Ammersbek, die auf Hamburger Gebiet in die Alster mündet. Die Moorbek bildet im größten Teil ihres Verlaufs die Grenze zwischen Hamburg und Schleswig-Holstein (entsprechend Ahrensburg) und vereinigt sich, kurz nachdem sie das Gebiet von Ammersbek erreicht hat, mit dem Deepenreihengraben zur Lottbek. Diese fließt zunächst durch den Lottbeker Stauteich, dann durch den Ammersbeker Ortsteil Lottbek und mündet schließlich auf Hamburger Gebiet in das Rückhaltebecken Hörndiek. Dort vereinigt sie sich mit der Bredenbek. Die Lottbek ist namensgebend für den Ortsteil Lottbek.

### Nachbargemeinden
Die Gemeinde Ammersbek grenzt im Westen im Bereich seines Ortsteils Lottbek an Hamburg-Bergstedt und Hamburg-Volksdorf, im Norden an die Gemeinde Jersbek, im Osten an die Gemeinde Delingsdorf und im Süden an die Gemeinde Ahrensburg.

### Gemeindegliederung
Die Gemeinde besteht aus fünf Ortsteilen, im westlichen Gemeindegebiet Lottbek und Hoisbüttel und im östlichen Teil Daheim/Heimgarten, Bünningstedt und Rehagen/Schäferdresch.

### Geologie

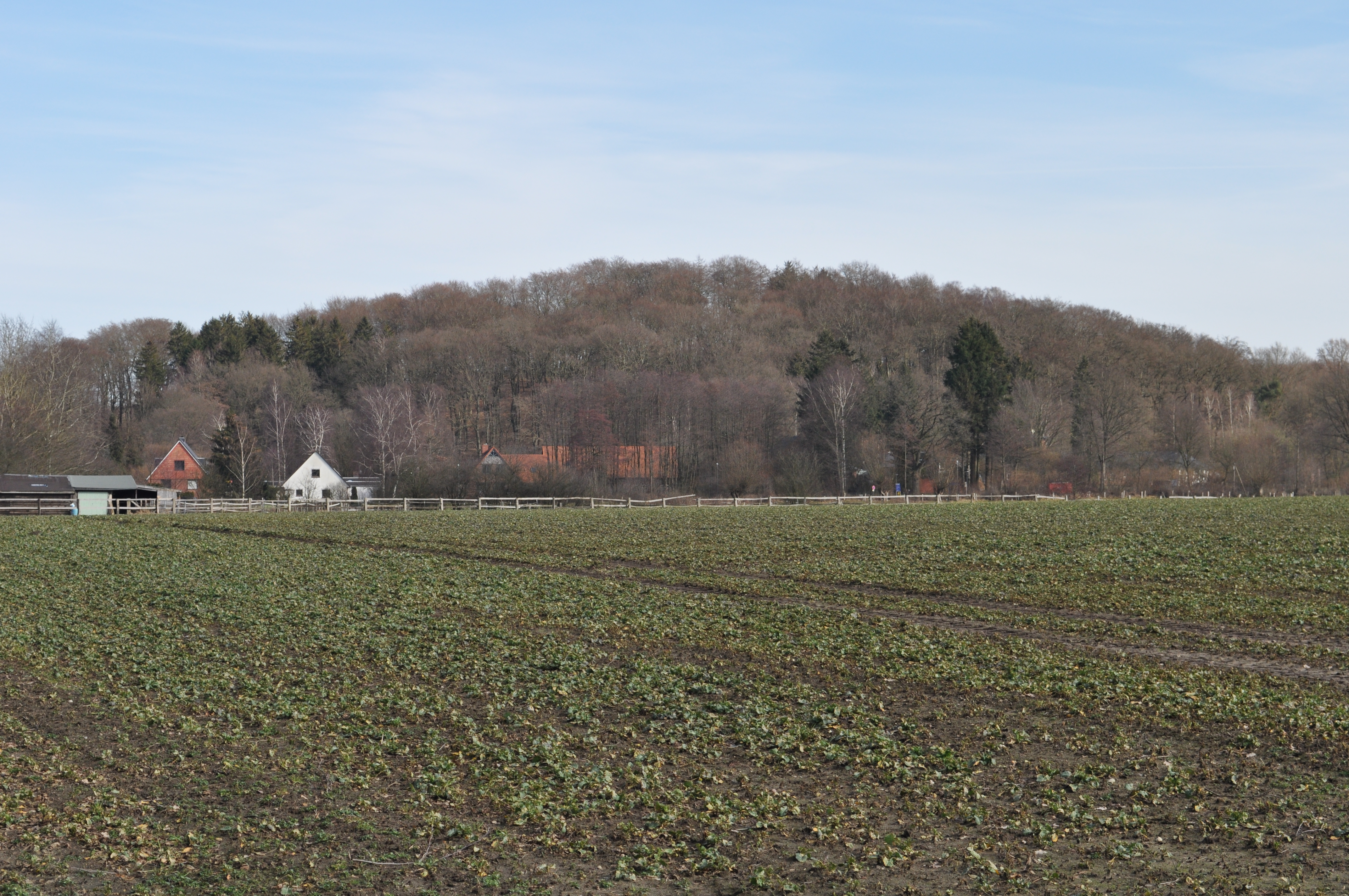
Der Schüberg in der Gemeinde Ammersbek

Der Schüberg ist mit 63 Meter Höhe ein steil aufragender Spitzkegelberg und zusammen mit dem Bocksberg (63 Meter hoch) südlich des Bredenbeker Teiches Teil einer Stauchmoräne, die in der Weichsel-Kaltzeit entstanden ist. Wegen seiner geologischen und ökologischen Bedeutung wurde er vom Kreis Stormarn 1987 als Geschützter Landschaftsbestandteil nach § 18 Landesnaturschutzgesetz ausgewiesen. Auch im Wappen der Gemeinde Ammersbek ist der Schüberg dargestellt.

### Naturschutzgebiete in und um Ammersbek
| Name                        | Geschützt seit | Gebiet    | Grenzend an                   |
| --------------------------- | -------------- | --------- | ----------------------------- |
| Ammersbek-Niederung         | 2002           | Ammersbek | Hamburg, Jersbek              |
| Heidkoppelmoor und Umgebung | 1995           | Ammersbek | Hamburg                       |
| Duvenwischen                | 2019           | Hamburg   | Ammersbek                     |
| Hansdorfer Brook            | 1987           | Jersbek   | Ammersbek, Hamburg            |
| Duvenstedter Brook          | 1958           | Hamburg   | Ammersbek, Jersbek, Tangstedt |
| Wohldorfer Wald             | 1980           | Hamburg   | Ammersbek                     |

Im Bereich des Ortsteils Rehagen befindet sich eine Ansammlung an Naturschutzgebieten, welche sich über Teile von Ammersbek, Jersbek und Hamburg verteilen.
Eine Gruppe zusammenliegender Einzelgrundstücke in der Gemarkung Hoisbüttel stehen seit 1995 unter Naturschutz. Sie bilden das Naturschutzgebiet Heidkoppelmoor und Umgebung. Es umfasst Flurstücke einer natürlichen Senke mit angrenzenden Feuchtgrünlandflächen, die vielen Tier- und Pflanzenarten eine Heimat bieten. Außerdem stehen auch die umgebenden Wiesen-, Wald- und Weideflächen unter Schutz.

## Geschichte
Die Gemeinde entstand am 1. Januar 1978 durch den Zusammenschluss von Bünningstedt und Hoisbüttel, die zuvor vom Amt Bünningstedt verwaltet wurden.
Bis 2021 bestand in Ammersbek das Haus am Schüberg, ein Tagungs- und Bildungszentrum des Evangelisch-Lutherischen Kirchenkreises Hamburg-Ost.

### Lottbek
Bereits im 14. Jahrhundert gab es ein Dorf Lottbek, welches am gleichnamigen Bach Lottbek, einem Zufluss der Bredenbek, lag (vgl. Lottbek). Das Dorf, das sich seit 1437 im Besitz Hamburgs befand, fiel im 15. Jahrhundert wüst, vermutlich aufgrund einer Pestepidemie. In der Folgezeit gab es Streitigkeiten zwischen Hamburg und dem Gut Hoisbüttel um die Nutzung der Flächen.
Mit der Inbetriebnahme der Kleinbahnstrecke zwischen Volksdorf und Wohldorf mit dem Haltepunkt Lottbek im Jahr 1907 begann die Entwicklung des Hoisbüttler Ortsteiles Lottbek.
Nach dem Ausbau der Hamburger U-Bahn-Linie U1 bis zu der damaligen Hamburger Exklave Ohlstedt, der Walddörferbahn mit der U-Bahn-Haltestelle Hoisbüttel in den Jahren zwischen 1919 und 1927 und dem zweigleisigen Ausbau der gesamten Strecke nach Ohlstedt im Jahr 1954, entwickelte sich das Dorf Lottbek zu einer dichteren Ansiedlung. Inzwischen ist dieser Ortsteil um den U-Bahnhof Hoisbüttel herum in der Gemeinde Ammersbek am dichtesten besiedelt.
Um Plänen für eine Erweiterung der Siedlungsfläche in den baurechtlichen Außenbereich und der Bebauung der letzten Naherholungs- und Grünflächen dieses Ortsteils entgegenzuwirken, hatte sich 2008 die Bürgerinitiative Lebenswertes Lottbek (BILL) gebildet. Ihre naturschutzorientierten Mitglieder gründeten kurz darauf die NABU-Gruppe Ammersbek, deren Ziel der Schutz und Pflege von Umwelt und Natur mit besonderer Berücksichtigung der freilebenden Vogelwelt sowie die Förderung naturverbundener Landschaftspflege ist, und die seit 2010 das Naturschutzgebiet Heidkoppelmoor und Umgebung betreut und dessen Entwicklung wissenschaftlich begleitet.

### Bünningstedt
Bünningstedt wurde erstmals 1314 urkundlich erwähnt. 1442 kaufte das Zisterzienserinnen-Kloster Reinbek das Dorf, das es 1567 zusammen mit der Klostervogtei Woldenhorn an die Familie Rantzau verkaufte. Diese gliederte es in das Adlige Gut Ahrensburg ein. 1765 wurde Bünningstedt verkoppelt, die Leibeigenschaft wurde 1788 aufgehoben. Nach Einführung der preußischen Kommunalverfassung kam der Ort 1889 zum Amtsbezirk Ahrensburg und 1931 zum Amtsbezirk Bergstedt. Als dieser 1937 infolge des Groß-Hamburg-Gesetzes aufgelöst wurde, ging Bünningstedt zu Ahrensburg zurück.
In den 1930er Jahren begann der Ort sich vom Bauerndorf zur Hamburger Vorstadt zu wandeln. Die Siedlungen Daheim und Heimgarten entstanden. Nach dem Zweiten Weltkrieg wurde der Amtsbezirk in das Amt Ahrensburg umgewandelt, aus dem Bünningstedt aber bereits 1951 ausschied und mit Hoisbüttel das Amt Bünningstedt bildete. In der Folgezeit entstanden die Siedlungen Rehagen, Schäferdresch und Bramkamp, die sich aus Wohnstätten für Heimatvertriebene und ausgebombte Hamburger entwickelten.
Im Sommer 1989 trafen sich auf Anregung von Doris Cordes-Vollert neun Künstler auf dem Schüberg, um miteinander über das Verhältnis Kunst-Natur-Mensch nachzudenken und zu arbeiten. Das Ergebnis wurde unter dem Titel Nunatak Projekt Schüberg: Die Natur sprechen lassen auf Einladung der Kulturstiftung Stormarn (heute Sparkassen-Kulturstiftung Stormarn) auf dem Schüberg und im Dorfgemeinschaftshaus „Pferdestall“ gezeigt.
Im Jahr 1992 traf sich auf dem Schüberg und im Haus am Schüberg ebenfalls unter der Leitung von Doris Cordes-Vollert eine Künstlergruppe aus Norddeutschland mit Künstlern aus Japan und Südkorea zu einem Internationalen Natur-Kunst-Symposion mit dem Titel Kunst zur Natur, mit der Natur, in der Natur.

### Hoisbüttel

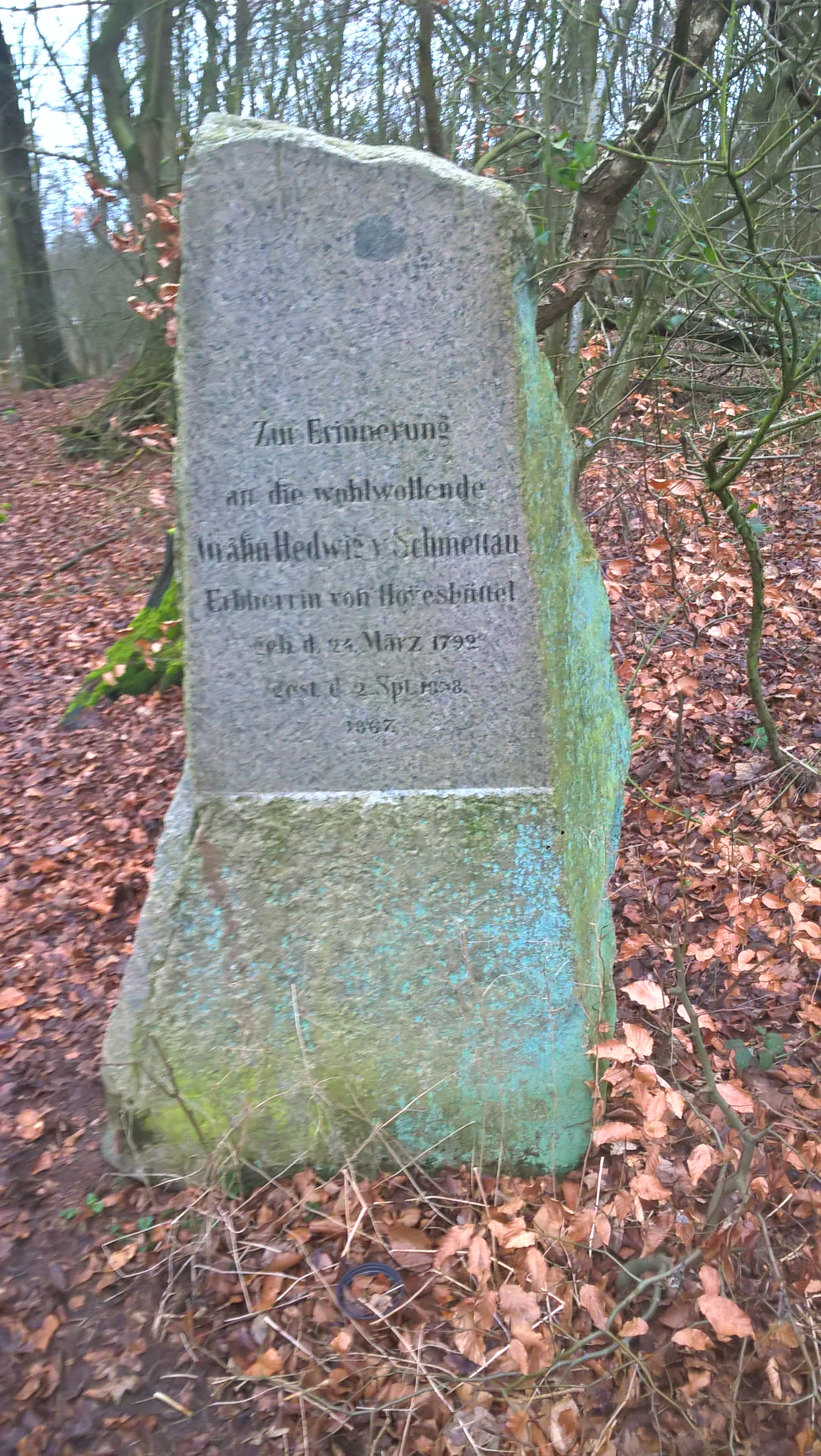
Gedenkstein auf dem Schüberg zu Ehren der Gräfin Hedwig von Schmettau (* 24. März 1792; † 2. September 1858)

Hoisbüttel wurde erstmals 1262 urkundlich genannt. 1370 befand sich das Dorf im Besitz der Familie Rantzau. 1396 ging das Dorf in den Besitz des Knappen Bruneke von Alversloe über, der 1437 das halbe Dorf an Hamburg verpfändete, das eines der hamburgischen Walddörfer bildete. Zwischen 1600 und 1810 wechselte das adelige Gut Hoisbüttel wohl fünfzehnmal den Besitzer. Mit der Übernahme des Gutes durch den Grafen Peter Friedrich Adolph von Schmettau und die Gräfin Hedwig von Schmettau (1792–1858) im Jahr 1810 verbesserten sich die Verhältnisse zwischen den Gutsbesitzern und der Bevölkerung grundlegend. Bis 1857 blieb das Gut im Besitz der Schmettau. Aus Dankbarkeit gegenüber der Gräfin setzte Gemeinde 1867 auf dem Schüberg ihr zu Ehren einen Gedenkstein.
Seit Ende des 17. Jahrhunderts ist im holsteinischen Teil eine Schule nachgewiesen. Die Verkoppelung fand dort 1792 statt. 1803 kam auch die hamburgische Dorfhälfte zu Holstein und gehörte – wie auch das Gut – zum alten landesherrlichen Amt Tremsbüttel. Beide Dorfteile blieben jedoch verwaltungsmäßig bis 1926 selbständig. Seit der Gründung der preußischen Provinz Schleswig-Holstein im Jahr 1867 gehören beide Teile von Hoisbüttel zum Kreis Stormarn. Sie kamen mit Einführung der preußischen Kommunalverfassung 1889 zum Amtsbezirk Bergstedt. Als dieser aufgrund des Groß-Hamburg-Gesetzes 1937 aufgelöst wurde, kam die nunmehr wiedervereinigte Landgemeinde zum Amtsbezirk Ahrensburg. 1951 schied Hoisbüttel aus dem Amt Ahrensburg aus und bildete mit Bünningstedt das Amt Bünningstedt, aus dem 1978 die Gemeinde Ammersbek entstand.

### Einwohnerentwicklung
Einwohnerentwicklung vor dem Zusammenschluss von Bünningstedt und Hoisbüttel:
| Jahr | Bünningstedt | Hoisbüttel |
| ---- | ------------ | ---------- |
| 1850 |              | 325        |
| 1900 |              | 455        |
| 1925 | 336          |            |
| 1933 | 316          | 588        |
| 1939 | 1004         | 741        |
| 1946 | 2096         | 1469       |
| 1950 |              | 1651       |
| 1978 | 3386         | 4351       |

Einwohnerentwicklung der Gemeinde Ammersbek ab 2000
| Jahr | Anzahl | Jahr | Anzahl |
| ---- | ------ | ---- | ------ |
| 2000 | 9015   | 2001 | 9155   |
| 2002 | 9141   | 2003 | 9178   |
| 2004 | 9167   | 2005 | 9249   |
| 2006 | 9135   | 2007 | 9301   |
| 2008 | 9313   | 2009 | 9335   |
| 2010 | 9386   | 2011 | 9722   |
| 2012 | 9722   | 2013 | 9704   |
| 2014 | 9669   | 2015 | 9721   |
| 2016 | 9750   | 2017 | 9745   |
| 2018 | 9825   | 2019 | 9848   |
| 2020 | 9870   | 2021 | 9905   |

Einwohnerstand nach Altersgruppen am 31. Dezember 2021
| Altersgruppe       | Anzahl | Anteil in % |
| ------------------ | ------ | ----------- |
| 0–17 Jahre         | 1673   | 16,9        |
| 18–24 Jahre        | 603    | 6,1         |
| 25–29 Jahre        | 356    | 3,6         |
| 30–49 Jahre        | 2284   | 23,1        |
| 50–64 Jahre        | 2540   | 25,6        |
| 65 Jahre und älter | 2449   | 24,7        |

## Politik/Verwaltung

### Gemeindevertretung
- CDU: 6
- Grüne: 5
- SPD: 5
- FDP: 3
- UWA: 3

Die Gemeindevertretung ist die kommunale Volksvertretung der Gemeinde Ammersbek. Über die Zusammensetzung entscheiden die Bürger alle fünf Jahre. Die letzte Kommunalwahl fand am 14. Mai 2023 statt. Diese führte bei einer Wahlbeteiligung von 48,7 % zu nebenstehender Zusammensetzung der Gemeindevertretung.
Bürgervorsteher ist Heiko Steenhagen (CDU).

### Bürgermeister
Bürgermeister von Ammersbek ist Horst Ansén (SPD). Bei der Wahl vom 8. November 2020 wurde er mit 83,6 % der Stimmen als einziger Kandidat zum dritten Mal zum Bürgermeister gewählt. Die Wahlbeteiligung lag bei 28,5 %.

### Wappen
Blasonierung: „In Silber unter zwei nebeneinander stehenden, giebelständigen roten Häusern auf einem grünen Hügel, der mit einem goldenen Hufeisen belegt ist, drei grüne Bäume.“

### Gemeindepartnerschaften
- Montoir-de-Bretagne, Frankreich, seit 1986

### Ortszentrum der Gemeinde Ammersbek

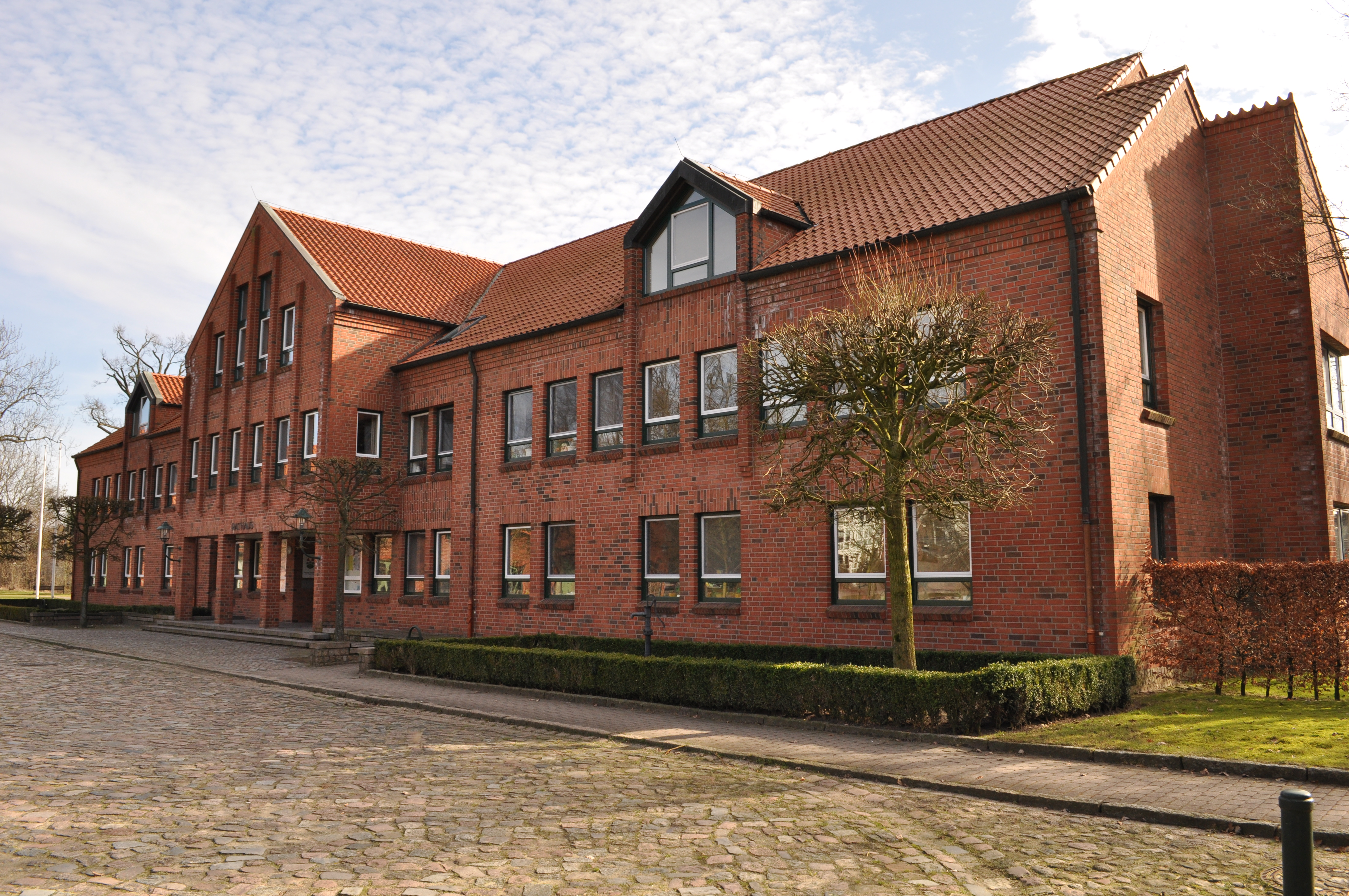
Rathaus der Gemeinde Ammersbek

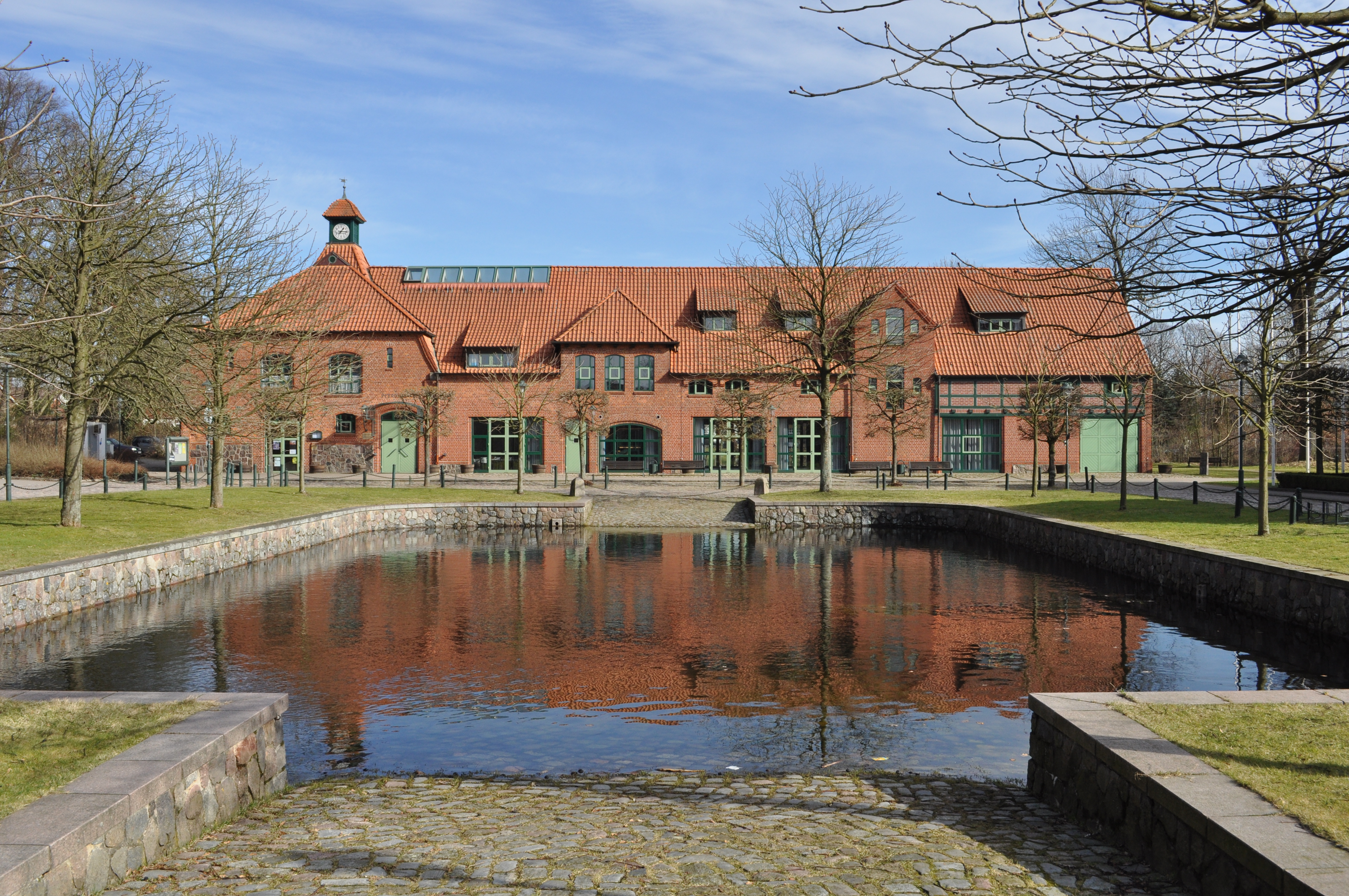
Dorfgemeinschaftshaus „Pferdestall“, im Vordergrund eine Pferdeschwemme.

In der Mitte des Ortsteils Hoisbüttel befindet sich auf dem ehemaligen Wirtschaftshof des Gutes Hoisbüttel das Ortszentrum der Gemeinde Ammersbek. Es umfasst das Rathaus, das gemeindliche Dorfgemeinschaftshaus und ebensolchen Bauhof sowie eine Festwiese. Um 1986/87 wurden das Rathaus und der Bauhof errichtet, das Dorfgemeinschaftshaus entstand in dem um das Jahr 1906 errichteten zweigeschossigen Pferdestall. Es beinhaltet einen Veranstaltungssaal für rund 240 Plätze.

## Kultur und Sehenswürdigkeiten
- Skulpturenpark Ammersbek beim Haus am Schüberg. Hier präsentieren zeitgenössische Künstler ihre Werke in Form von Skulpturen und Installationen.[26][27][28]

- Kirche Hoisbüttel der Kirchengemeinde Hoisbüttel, im Ortsteil Lottbek, An der Lottbek.[29]

- In der Liste der Bodendenkmale in Ammersbek sind geschützte archäologische Denkmale verzeichnet.

## Infrastruktur

### Bildung
- In den Ortsteilen Lottbek und Bünningstedt gibt es jeweils eine Grundschule.[30][31]

- Die Fahrbücherei im Kreis Stormarn fährt im Drei-Wochen-Rhythmus 20 Haltepunkte in allen Ortsteilen von Ammersbek an.[32]

### Verkehr
Ammersbek ist am U-Bahnhof Hoisbüttel an der U1 (Norderstedt-Mitte – Ohlstedt/Großhansdorf) und über Busverkehr in den ÖPNV des Hamburger Verkehrsverbundes (HVV) eingebunden.
Die schleswig-holsteinische Landesstraße 225 schließt die Gemeinde an das übergeordnete Bundesfernstraßennetz an.

## Persönlichkeiten
- Friedrich Wilhelm Wollenberg (1921–2011), Germanist und Kommunalpolitiker, lebte ab 1969 in Ammersbek und starb dort[33]
- Horst Wernecke (1933–2021), Lehrer und niederdeutscher Schriftsteller, lebte in Ammersbek
- Eckart Kuhlwein (1938–2022), Politiker (SPD), Bundestagsabgeordneter, lebte in Ammersbek
- Walther von Hahn (* 1942), Linguist, Informatiker und Hochschullehrer in Hamburg, lebt in Ammersbek
- Doris Cordes-Vollert (* 1943), Künstlerin und Autorin, lebte in Ammersbek